# Jalese Gordon
Jalese Gordon (Antigua y Barbuda, 8 de noviembre de 2001) es una regatista antiguobarbudense. Compitió en la competencia de Laser Radial en las olimpiadas del 2020.